# Saxifraga imparilis
Saxifraga imparilis är en stenbräckeväxtart som beskrevs av Isaac Bayley Balfour. Saxifraga imparilis ingår i Bräckesläktet som ingår i familjen stenbräckeväxter. Inga underarter finns listade i Catalogue of Life.